# Hypogaleus hyugaensis
Genre
Espèce
Statut de conservation UICN

 LC  : Préoccupation mineure
Le Requin-hâ élégant (Hypogaleus hyugaensis) vit dans l'océan Indien et le Pacifique ouest, de 40 à 230 mètres de fond. Il peut atteindre 1,30 mètre de long.